# Ladislav Hájek
Ladislav Hájek (10. února 1909 Podlesí u Votic – 6. října 1987 Karlovy Vary) byl český archeolog, původním povoláním úředník. Vedl výzkumy zejména na jižní Moravě a východním Slovensku a specializoval se na výzkum přelomu eneolitu a starší doby bronzové.

## Život
Po vystudování obchodní akademie v roce 1928 začal pracovat jakou účetní v Praze na Žižkově. Od studentského mládí se věnoval amatérské archeologické činnosti s přáteli v okolí Prahy, například u Srbska, jako spolupracovník Národního muzea se účastnil výzkumu pohřebiště únětické kultury v Praze Dolních Počernicích. Roku 1939 byl do Národního muzea přijat jako pracovník. Prováděl další výzkumy na lokalitách Křepenice (1939), Hluboké Mašůvky a další na jižní Moravě (1949–50). Od roku 1951 do roku 1954 vedl výzkumnou expedici na východní Slovensko, při které byla mimo jiné prozkoumána významná lokalita Barca u Košic.
Během působení na Slovensku přestoupil z Národního muzea do Státního archeologického ústavu. Zde zůstal až do roku 1969, kdy odešel na odpočinek do Karlových Varů. I potom nadále pokračoval v archeologické činnosti formou spolupráce s místními muzei a s pobočkami archeologického ústavu v Plzni a Mostě. Významný je jeho přínos ke zpracování východoslovenské lineární keramiky a středočeských nálezů středodunajské mohylové kultury a vymezení těchto skupin. Postupně se jeho specialitu stala Kultura se zvoncovitými poháry a kultury navazujícího období starší doby bronzové.

## Publikace
- Die Glockenbecherkultur in Böhmen un Mähren, Inventaria Archaelogica, Bonn 1962.
- Kultura zvoncovitých pohárů v Čechách, Archeologické studijní materiály, Praha 1968.
- Pravěk Karlovarska a Sokolovska a katalog archeologických sbírek muzeí v Karlových Varech a Sokolově (Plesl, E. - Hájek, L. - Martínek, J.) Karlovy Vary 1983.